# Stenolophus nitens
Stenolophus nitens es una especie de escarabajo de tierra del género Stenolophus, tribu Harpalini, subfamilia Harpalinae. Fue descrita científicamente por Motschulsky en 1864.

## Descripción
Mide 4,7 milímetros de longitud.

## Distribución
Se distribuye por India.